# Земляной хребет
Земляной хребет, или Большеземельский хребет, — название моренных гряд («мусюров») в Большеземельской тундре (Балбанмусюр, Большой Командир-Мусюр, Воргамусюр, Лаптамусюр, Хараяхамусюр, Юнъяхамусюр и др.). Они образует водораздел рек бассейна Баренцева моря и Печоры. Гряды имеют высоту до 250 м. Слабоволнистые понижения заняты торфяными болотами и озёрами.